# Tryppehna
Tryppehna este o comună din landul Saxonia-Anhalt, Germania.